# Zdrody Nowe (przystanek kolejowy)
Zdrody Nowe – przystanek kolejowy, a do 2009 roku także posterunek odstępowy, w Zdrodach Nowych, w gminie Poświętne, w powiecie białostockim, w województwie podlaskim, w Polsce. Według klasyfikacji PKP ma kategorię dworca lokalnego. Składa się z 2 niskich naprzeciwległych peronów bocznych:
- peronu 1 – o długości 156 metrów,
- peronu 2 – o długości 206 metrów[4].

Perony wyposażone są w oświetlenie i gabloty z rozkładem jazdy pociągów. Przy zachodnim krańcu peronów znajduje się przejazd kolejowo-drogowy kategorii A w ciągu drogi lokalnej. 
Przystanek jest obsługiwany przez pociągi regio spółki Polregio relacji Białystok – Szepietowo – Białystok. Tabor wykorzystywany w tych połączeniach to elektryczne zespoły trakcyjne serii EN57/EN57AL. Według rozkładu jazdy 2019/20 w dzień roboczy uruchamianych było 11 par takich połączeń. Ponadto, od 2020 roku, w związku ze zmianami kursowania pociągów regionalnych spowodowanymi modernizacją linii, na przystanku zatrzymują się niektóre pociągi dalekobieżne spółki PKP Intercity.

## Ruch pasażerski[7]
| Rok  | Wymiana pasażerska na dobę |
| ---- | -------------------------- |
| 2017 | 50-99                      |
| 2018 | 50-99                      |
| 2019 | 50-99                      |
| 2020 | 20-49                      |
| 2021 | 20-49                      |
| 2022 | 20-49                      |
| 2023 | 20-49                      |

## Modernizacja
W 2019 r. PKP S.A. podpisały umowę na budowę w Zdrodach Nowych innowacyjnego dworca systemowego typu IDS-A o powierzchni użytkowej około 29 m².
26 czerwca 2020 roku PKP Polskie Linie Kolejowe podpisały umowę na modernizację odcinka linii kolejowej nr 6 Czyżew – Białystok prowadzoną w ramach projektu Rail Baltica. Prace mają potrwać do 2023 roku. W związku z ograniczoną przepustowością linii kolejowej spowodowaną modernizacją, od 30 sierpnia 2020 r. niektóre pociągi osobowe Polregio zostały zastąpione autobusową komunikacją zastępczą, której pojazdy zatrzymują się w sąsiedniej wsi Zdrody Stare na drodze powiatowej 1563B w odległości ok. 1,6 km od przystanku kolejowego.

## Galeria

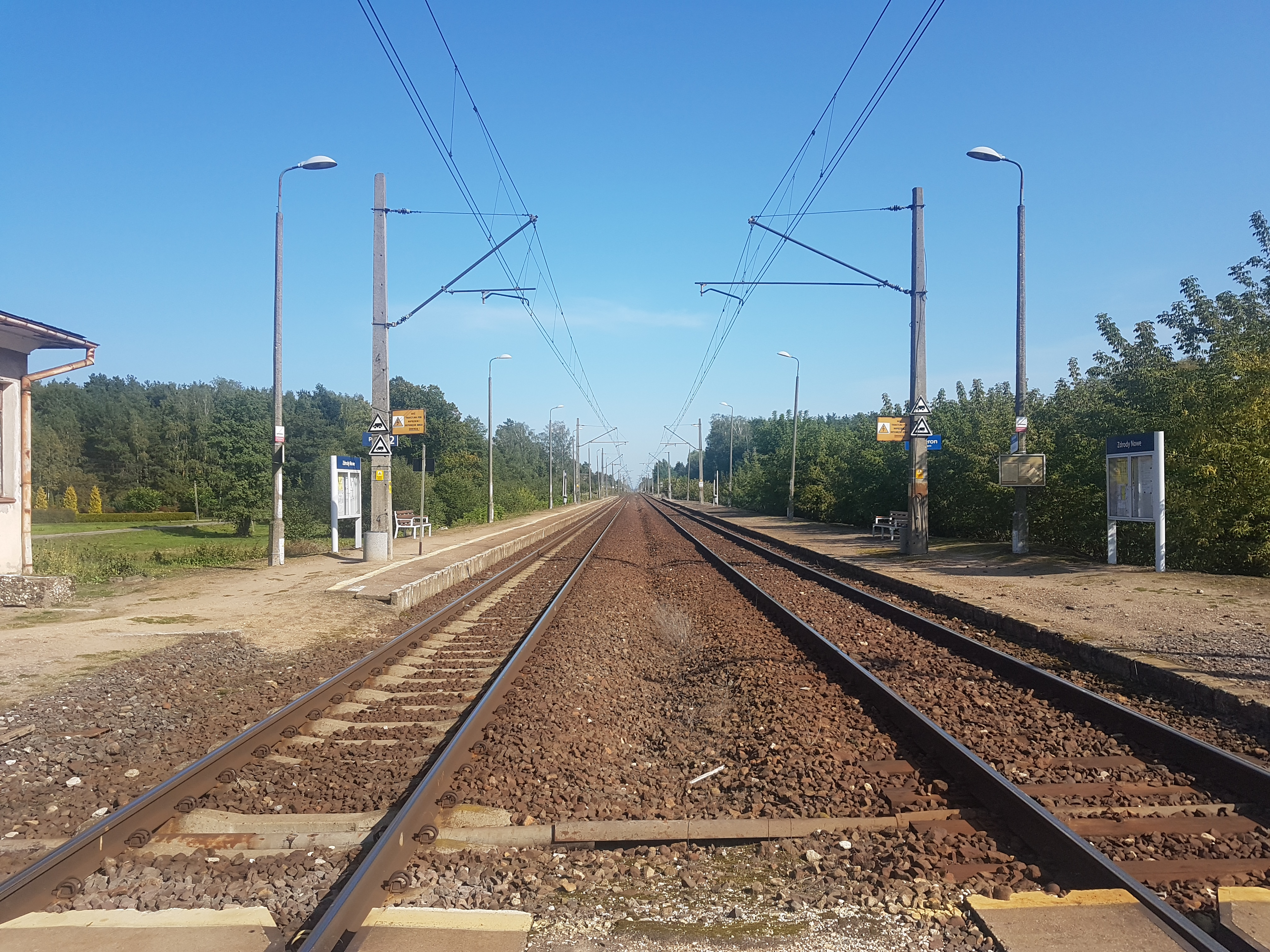
Widok ogólny – kierunek Białystok (2020)
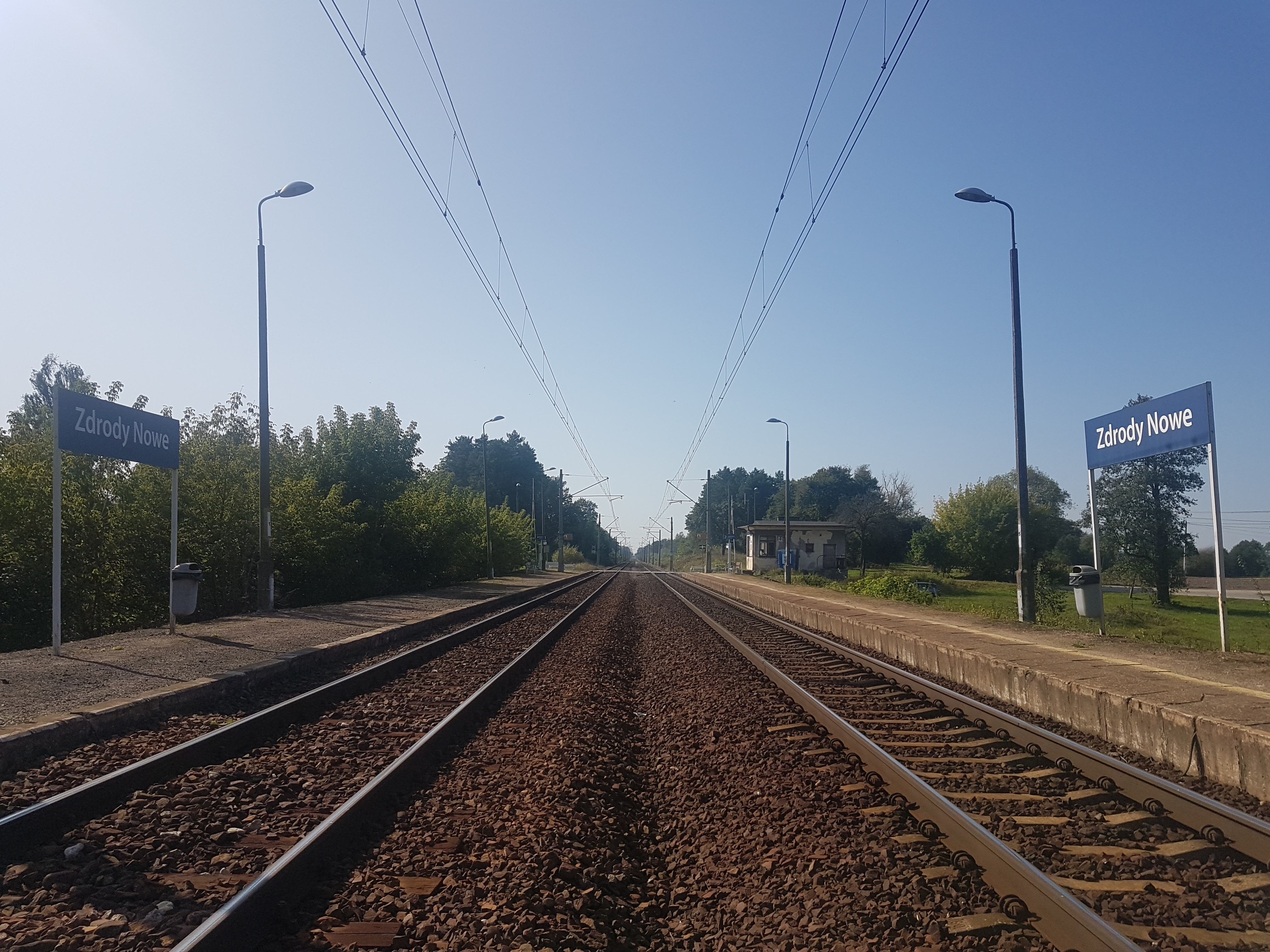
Widok ogólny – kierunek Warszawa (2020)
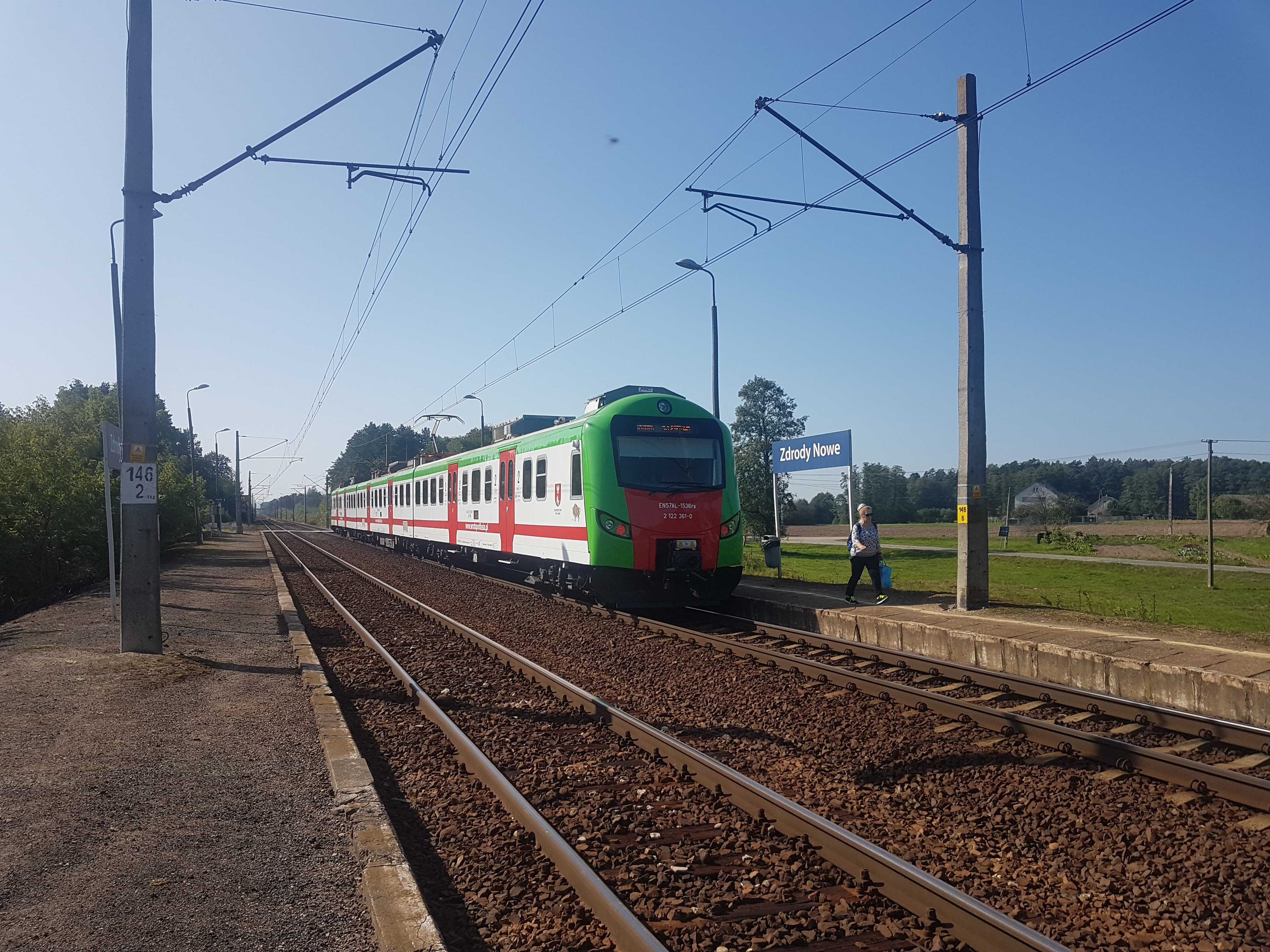
Pociąg osobowy Polregio R10326 relacji Białystok – Szepietowo (2020)
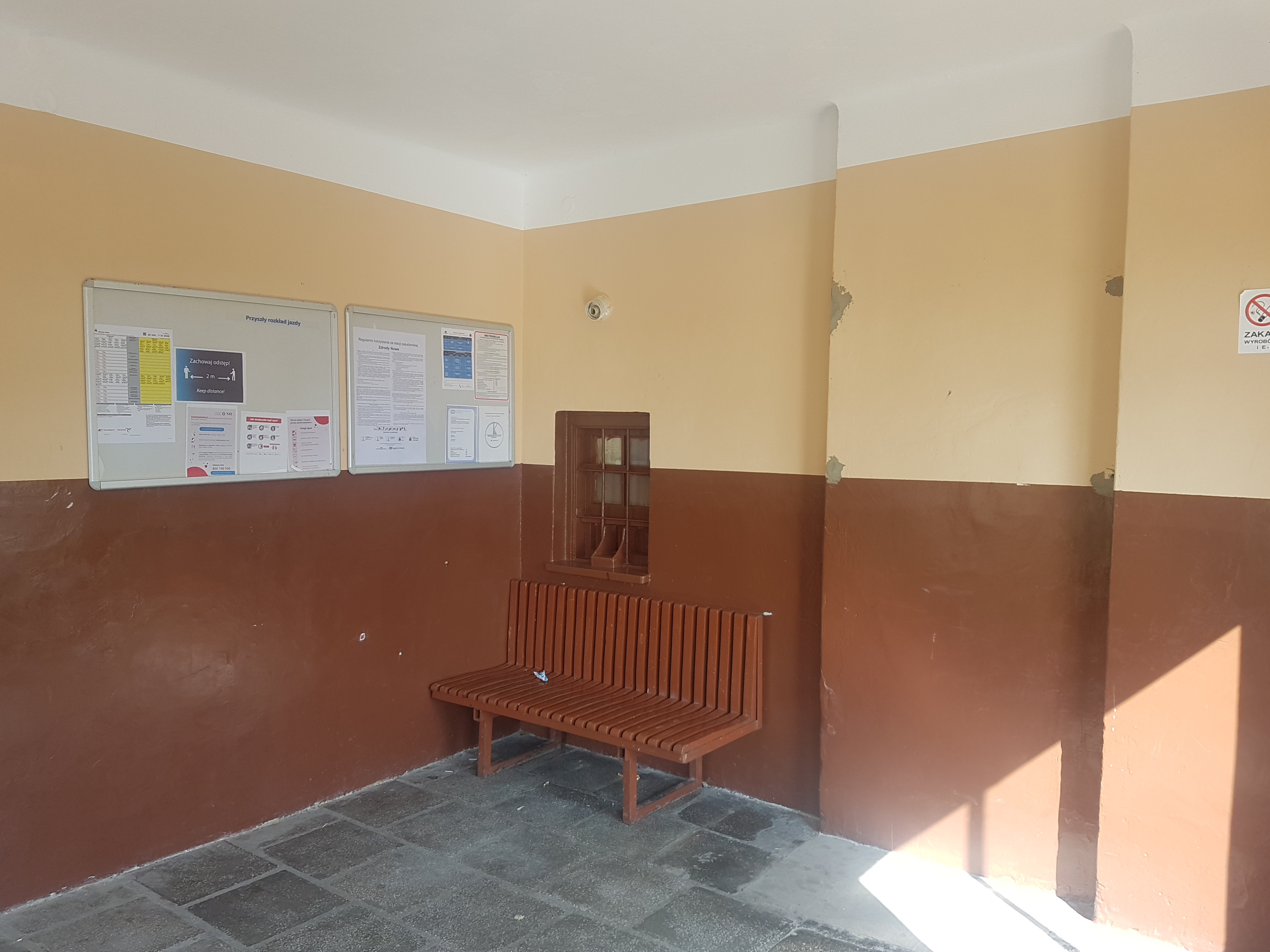
Wnętrze poczekalni i okienko dawnej kasy biletowej (2020)
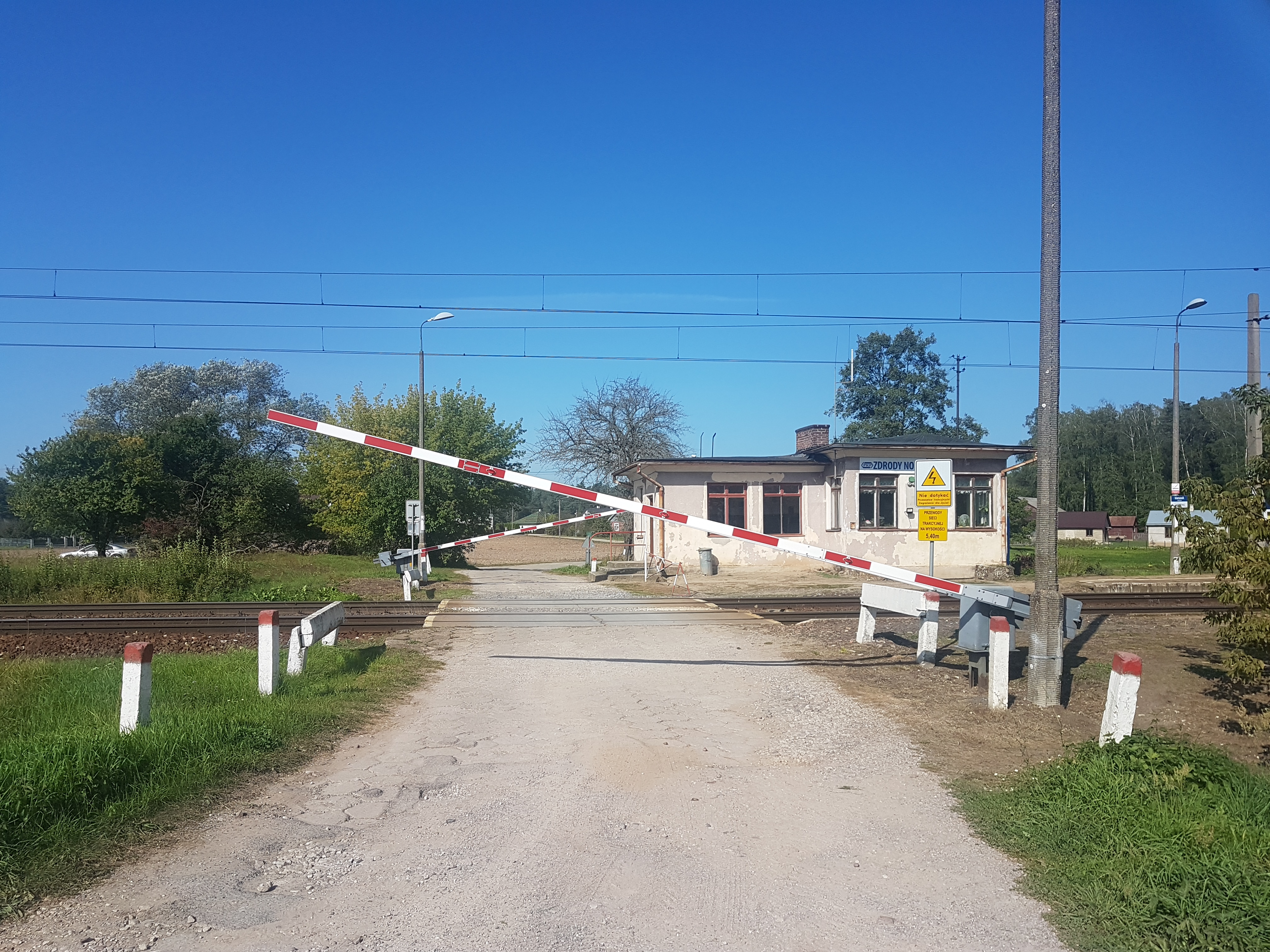
Opuszczanie zapór na przejeździe kolejowo-drogowym (2020)